# ジョアンナ・ホフマン
ジョアンナ・ホフマン（Joanna Karine Hoffman , 1955年7月27日 - ）は、ポーランド生まれのアメリカ合衆国のエンジニア、マーケティングの専門家である。

## 人物
シカゴ大学休学中にパロアルト研究所を訪れ講義を受けたことがきっかけでジェフ・ラスキンに誘われAppleに入社する。1980年にMacintosh（初代のMacintosh Product Marketing Manager）の開発チームに加わり、スティーブ・ジョブズが1985年に設立したNeXTの初期から開発チームメンバーであった人物である。また、1990年より1995年まで General Magicのマーケティング担当副社長を務めた。
1981年と1982年には、Appleの同僚たちから｢スティーブ・ジョブズに一番上手に立ち向かった社員｣に選ばれた。
MITとシカゴ大学で学んだ自然科学と考古学がバックグラウンドである。

## 実績
Macintosh User Interface Guidelinesの初稿を書いた。Wordwide Marketing Teamの責任者を務めMacintosh の普及に貢献した。

## 備考
2015年の映画『スティーブ・ジョブズ』では、ケイト・ウィンスレットがホフマンを演じ、ゴールデングローブ賞 映画部門 助演女優賞を受賞した。
2018年のドキュメンタリー映画『General Magic』に出演している。